# Thomas Klenke
Thomas Klenke (ur. 31 października 1966 roku w Bad Pyrmont) – niemiecki kierowca wyścigowy.

## Kariera wyścigowa
Klenke rozpoczął karierę w międzynarodowych wyścigach samochodowych w 1989 roku od startów w Volkswagen Polo Cup Germany, gdzie został sklasyfikowany na siódmej pozycji w klasyfikacji generalnej. W późniejszych latach Niemiec pojawiał się także w stawce Renault 5 Cup Germany, Niemieckiej Formuły Renault, German Touring Car Challenge, European Touring Car Championship, DMSB Produktionswagen Meisterschaft, World Touring Car Championship, 24h Nürburgring oraz ADAC Zurich 24h-Rennen-Klasse.
W World Touring Car Championship Niemiec wystartował w czternastu wyścigach sezonu 2005 z niemiecką ekipą Hotfiel Sport. W pierwszym wyścigu niemieckiej rundy uplasował się na dziesiątej pozycji, co było jego najlepszym wynikiem w mistrzostwach.